# Manoushka Zeegelaar Breeveld
Manoushka Zeegelaar Breeveld (Rotterdam, 6 januari 1970) is een Nederlandse actrice, zangeres en schrijfster van Surinaamse afkomst.

## Levensloop
Ze is dochter van Ria Tjong-Ayong en acteur Borger Breeveld, bekend van Wan Pipel. Zus Nydia Breeveld is presentatrice in Suriname.
Zeegelaar Breeveld werd geboren in Rotterdam, maar verhuisde via Delft op driejarige leeftijd naar Suriname en kwam op zesjarige leeftijd in Paramaribo te wonen. Op elfjarige leeftijd presenteerde zij daar een kinderprogramma op de televisie, dat geregisseerd werd door haar vader. Ze werd aldaar opgevoed door haar ouders, maar ook door de vele vriendinnen van haar moeders (“tantes”); haar ouders scheidden toen ze twaalf was.  Ze doorliep er de lagere en middelbare school MULO.  Ze zag daarbij hoe ver de arm van koloniaal Nederland reikte. Ze kreeg opleiding met dat de Rijn bij Lobith ons land binnen kwam, verhalen over sneeuw en schaatsen en Jantje zag menig peren hangen, in een periode dat Suriname onafhankelijk was. Toch hielp die opleiding haar ook goed uit de voeten te kunnen in het Nederlands.  Tijdens de Nederlandse overheersing, maar ook daarna werden in haar ogen weinig pogingen ondernomen van Suriname een “echt land” te maken.  Desalniettemin vond haar moeder haar opleiding belangrijk: Je diploma is je man. Tevens werd haar geleerd zelfstandig te denken.
In 1990 keerde zij terug naar Nederland om te studeren.  Ze wilde gaan studeren aan de Nederlandse Filmacademie, maar werd afgewezen. Om zich klaar te maken voor een volgende audiëntie aldaar, begon ze aan de Haagse Sociale Academie Culturele maatschappelijke vorming te sturen. Van de Filmacademie kwam het niet meer, ze studeerde af aan de Sociale Academie. Tijdens die studie zong zij in verschillende popgroepen. De studie leidde onder meer toot ontwikkelingswerk met bij haar de nadruk op diversiteit en inclusiviteit.
In 2001 kwam Zeegelaar Breeveld, via John Leerdam en diverse muzikale rollen, terecht bij het Cosmic theater. Hier werkte ze aan diverse toneelstukken met een multiculturele achtergrond, waaronder een toneelvoorstelling over Ayaan Hirsi Ali en De koningin van Paramaribo naar de gelijknamige roman van Clark Accord.
In haar vroege televisiecarrière (Pleidooi, Domburg en Blauw blauw) zag ze eigenaardige attributen die haar Surinaamse afkomst zouden moeten benadrukken. In Pleidooi had ze bijvoorbeeld een poster van Surinam Airways aan de muur, die terugkeerde in het decor van Blauw blauw.
In 2003 werd ze gevraagd om het Suriname Journaal te presenteren als onderdeel van het nachtprogramma op Veronica en ze speelde in 2004 met haar kinderen in de film Madamme Jeanette van Paula van der Oest. In 2006 kreeg ze een rol in Grijpstra & De Gier, als baliemedewerker Jazz Wilson. In 2008 presenteerde ze, met Dieuwertje Blok en Hakim Traïda, Op de Bazaar, een talkshow die handelde over het reilen en zeilen op de Beverwijkse Bazaar. In 2013 was ze te zien in de serie Bellicher: Cel. Ze speelde hierin een politicus die een parlementaire enquêtecommissie leidt.
Naast zingen en acteren schrijft Zeegelaar Breeveld zelf ook scripts voor films, toneelstukken en muzikale voorstellingen. In 2006 en 2007 bracht ze respectievelijk de muziektheatersproducties VRIJ en No Spang uit en gelijknamige cd. In 2010 reisde zij naar Suriname voor de opnames van Mijn opa de bankrover en Sonny Boy. In de eerste speelt zij de grootmoeder van hoofdrolspeelster Zoe van der Kust. In Sonny Boy speelt zij de moeder van Waldermar Nods. Beide films kwamen begin 2011 uit in de Nederlandse bioscoop.
Met Iraida Markus-Meerzorg maakt ze zich via "Stichting Kleur" hard voor meer kleur in televisieseries, daarbij moet er bijvoorbeeld bij een vrouwenrol niet automatisch vanuit gegaan worden dat die gespeeld moet worden door een “witte vrouw”.
Begin jaren twintig speelde ze via Orkater in het Bijlmer Parktheater in de meerdelige voorstelling De Gliphoeve, handelend over de intrek van Surinamers in de flat Gliphoeve.
In 2023 speelt ze in de toneelversie van de podcast De plantage van onze voorouders (2021) van Maartje Duin en Peggy Bouva naar een scenario van Bodil de la Parra. Ze vertolkt er de rol van Peggy Bouva, terwijl tegenspeelster Malou Gorter Maartje speelt.

## Privé
In 2023 woont Zeegelaar Breeveld in Almere, is mede-eigenaar van haar ouderlijk huis in Paramaribo en gaat regelmatig naar een vakantiehuis op voormalige plantage Vierkinderen. Via oom Clarence Breeveld en politica Hannah Belliot is ze nicht van Orville Breeveld, zanger, componist, muziekfanaat en programmeur bij het Koninklijk Concertgebouwkorkest. 

## Filmografie

### Televisie
- 1994: Pleidooi – Gerda Hanoeman
- 1996: Domburg
- 1999: Blauw blauw – Astrid
- 2006: Grijpstra & De Gier, als Jazz Wilson
- 2013: Bellicher: Cel, als Margot Westerveld
- 2015: Noord Zuid, als Gladys Lemmens
- 2016: Centraal Medisch Centrum, als Dr. Barends
- 2019: Nieuwe buren, als agent (1 afl.)
- 2024: Gooische Vrouwen, als Beate

### Film
- 2011: Sonny Boy, als moeder Nods
- 2011: Mijn opa de bankrover, als oma
- 2017: Klein IJstijd, als Alisha
- 2018: Het hart van Hadiah Tromp, als Nora
- 2019: De libi, als Isenia
- 2020: Laatste rit, als Joyce
- 2022: Bon Bini Holland 3, als Dolores van Stralen
- 2023: All Inclusive, als Mercedes
- 2024: Witte Flits, als Dr. Koch
- 2024: De legende van Familie Vos, als Indra